# Lejamaní
Lejamaní é uma cidade hondurenha do departamento de Comayagua.